# Mistrzostwa Europy juniorów w wioślarstwie
Mistrzostwa Europy juniorów w wioślarstwie – europejskie zawody wioślarskie organizowane co roku pod egidą Europejskiej Federacji Wioślarskiej. W zawodach startują zawodnicy w wieku juniorskim (do lat 18). Mistrzostwa odbywają się od 2011 roku.

## Edycje mistrzostw
| Lp  | Rok  | Kraj     | Miejsce    | Data rozegrania |
| --- | ---- | -------- | ---------- | --------------- |
| 1.  | 2011 | Polska   | Kruszwica  | 24-26.06        |
| 2.  | 2012 | Słowenia | Bled       | 8-10.06.        |
| 3.  | 2013 | Białoruś | Mińsk      | 24-26.05.       |
| 4.  | 2014 | Belgia   | Hazewinkel | 23-25.05.       |
| 5.  | 2015 | Czechy   | Račice     | 23-24.05.       |
| 6.  | 2016 | Litwa    | Troki      | 9-10.07.        |
| 7.  | 2017 | Niemcy   | Krefeld    | 20-21.05.       |
| 8.  | 2018 | Francja  | Gravelines | 26-27.05.       |
| 9.  | 2019 | Niemcy   | Essen      | 18-19.05.       |
| 10. | 2020 | Serbia   | Belgrad    | 26-27.09.       |
| 11. | 2021 | Niemcy   | Monachium  | 22-23.05.       |